# Being Julia
Being Julia är en amerikansk långfilm från 2004 i regi av István Szabó, med Annette Bening, Michael Gambon och Jeremy Irons i rollerna. Filmen är baserad på Somerset Maughams roman "Teater".

## Handling
1930-talet. Skådespelerskan Julia Lambert har passerat karriärens topp, rollerna har börjat sina och hennes make är otrogen. När hon träffar sonens kamrat Tom och blir handlöst förälskad verkar livet åter le mot henne. Men så upptäcker hon att Tom bara har utnyttjat henne och börjar planera sin hämnd.

## Om filmen
Annette Bening vann en Golden Globe och nominerades till en Oscar för rollen som Julia Lambert.

## Rollista
- Annette Bening - Julia Lambert
- Jeremy Irons - Michael Gosselyn
- Shaun Evans - Tom Fennel
- Lucy Punch - Avice Crichton
- Juliet Stevenson - Evie
- Michael Gambon - Jimmie Langton
- Tom Sturridge as Roger Gosselyn
- Miriam Margolyes - Dolly de Vries
- Bruce Greenwood as Lord Charles
- Leigh Lawson - Archie Dexter
- Mari Kiss - Mr. Gosselyns sekreterare
- Ronald Markham - Butler
- Terry Sachs - Bolton, chaufför
- Catherine Charlton - Fröken Philips